# Golpalli, Lingsugur
Golpalli là một làng thuộc tehsil Lingsugur, huyện Raichur, bang Karnataka, Ấn Độ.